# Paloma Sanz
Paloma Inés Sanz Jerónimo, née en 1960 à Ségovie, est une femme politique espagnole membre du Parti populaire (PP).

## Biographie
De 2003 à 2011, elle est députée aux Cortes de Castille-et-León et conseillère municipale de Ségovie de 1999 à 2003.
Le 20 novembre 2011, elle est élue sénatrice pour Ségovie au Sénat et réélue en 2015 et 2016.